# Operación FS
La Operación FS fue el nombre del plan imperial japonés para invadir y ocupar Fiyi, Samoa y Nueva Caledonia en el Pacífico sur durante el conflicto del Pacífico de la Segunda Guerra Mundial. La operación estaba programada para ejecutarse en julio o agosto de 1942 luego de las operaciones MO, RY y MI.
La Operación FS debía ser un esfuerzo conjunto entre la Armada Imperial Japonesa y el Ejército Imperial Japonés. El objetivo principal era, después de la finalización de MO, RY y MI, cortar las líneas de suministro y comunicación entre Australia y los Estados Unidos, con el objetivo de reducir o eliminar Australia como base para amenazar las defensas perimetrales de Japón en el Pacífico Sur.
La Operación FS se pospuso luego del revés japonés en la batalla del Mar del Coral, luego se canceló después de la derrota japonesa en la batalla de Midway, luego de las pérdidas de cuatro transportistas japoneses. Las fuerzas terrestres originalmente dedicadas a la Operación FS, es decir, el 17.º Ejército, fueron reasignadas a un intento fallido posterior de tomar Port Moresby, parte del objetivo original de la Operación MO, y defender las Islas Salomón de las ofensivas aliadas.